# Ulica Wojska Polskiego w Bydgoszczy
Ulica Wojska Polskiego – ulica w Bydgoszczy, na Górnym Tarasie, przechodząca przez osiedla: Wzgórze Wolności, Wyżyny i Kapuściska.

## Przebieg
Rozpoczyna się na Rondzie Kujawskim, krzyżuje się m.in. z Trasą Uniwersytecką, Kornela Ujejskiego, Magnuszewską, Władysława Bełzy, Szpitalną, Al. Prezydenta Lecha Kaczyńskiego, Krzysztofa Kamila Baczyńskiego i Chemiczną, do 2016 kończąc się w rejonie bramy do dawnych Zakładów Chemicznych Zachem-Ciech. W 2016 włączono w jej skład dawniej wewnątrzzakładową ulicę J. Zacharewicza, dzięki czemu ulica została przedłużona w kierunku wschodnim. Na odcinku od ul. Szpitalnej do Zachemu prowadzi dawnym przebiegiem ulicy Władysława Bełzy.
Nad Al. Jana Pawła II, którą przebiegała droga krajowa nr 5, ulica przechodzi wiaduktem z lat 1975-1978, którego remont rozpoczęto w lipcu 2016. W praktyce prace budowlane wymagały rozbiórki starej konstrukcji południowego wiaduktu (sierpień-wrzesień 2016) i zastąpienia jej nową (nasuwanie jej rozpoczęto 21 listopada 2016, próby obciążeniowe wykonano w ostatnich dniach 2016, wiadukt otwarto 21 stycznia 2017, a prace zakończono ostatecznie 30 kwietnia 2017). Koszt inwestycji wyniósł 13 mln zł. Realizacja tej przeprawy w grudniu 2017 została wyróżniona nagrodą im. Maksymiliana Wolffa, przyznawaną przez czasopismo „Mosty”. W 2019 przystąpiono do prac projektowych nad przebudową wiaduktu północnego, na którym 15 czerwca 2019 ograniczono prędkość do 30 km/h i nośność do 3,5 t (z wyjątkiem autobusów i pojazdów komunalnych), a jesienią 2020 kosztem 465 tys. zł zastosowano dodatkowe podpory wzmacniające. Prace budowlane przy tym wiadukcie rozpoczęto w 2021 z terminem zakończenia do końca maja 2022. Najkorzystniejszą ofertę na realizację rozbiórki i budowę do końca stycznia 2022 nowego wiaduktu złożył kielecki Mostostal z ofertą o wartości niemal 22,4 mln zl, z którym umowę podpisano w kwietniu 2021. Prace rozbiórkowe rozpoczęto 6 września 2021, poczynając od strony Wzgórza Wolności. Konstrukcja nowego wiaduktu powstała w Radomsku, a jej montaż następował od grudnia 2021 do lutego 2022. W procesie montażu zastosowano dylatacje o profilu falistym, co ogranicza hałas o 40%. Wiadukt północny oddano do ruchu 7 czerwca 2022, a zakończenie inwestycji ogłoszono 2 miesiące później. 26 stycznia 2022 Rada Miejska nazwała wiadukty im. Wielkiej Orkiestry Świątecznej Pomocy.

## Komunikacja
W 1953 roku utworzono w tym rejonie linię tramwajową na osiedle Kapuściska i Glinki, a w 1975 roku na Wyżyny, która w 1984 roku została przedłużona do Ronda Kujawskiego, komunikując tym samym również osiedle Wzgórze Wolności). Przez węzeł na skrzyżowaniu z ul. Władysława Bełzy kursują linie 2, 4, 7, 8 ,9 i 11. Przez ulicę przejeżdżają też autobusy linii 53, 56, 57, 61, 68, 69, 79, 84, 85, 89 i linii nocnej 31N.
Jesienią 2017 władze miejskie zawarły umowę na zaprojektowanie i realizację przebudowy torowiska tramwajowego od ul. Baczyńskiego do ul. Chemicznej. W jej wyniku kosztem 60 mln zł zmodernizowana została pętla Kapuściska, która zyskała kolejny, trzeci tor. Przebudowane zostały też skrzyżowania z ul. Baczyńskiego oraz z ul. Chemiczną, na którym powstało rondo. Przewidywany termin realizacji, przypadający na wiosnę i lato 2018, uległ przesunięciu na czerwiec, a następnie grudzień 2019. Rok później oddano do ruchu linię tramwajową, łączącą istniejące torowisko ze Zbożowym Rynkiem przez ulicę Kujawską.

## Galeria

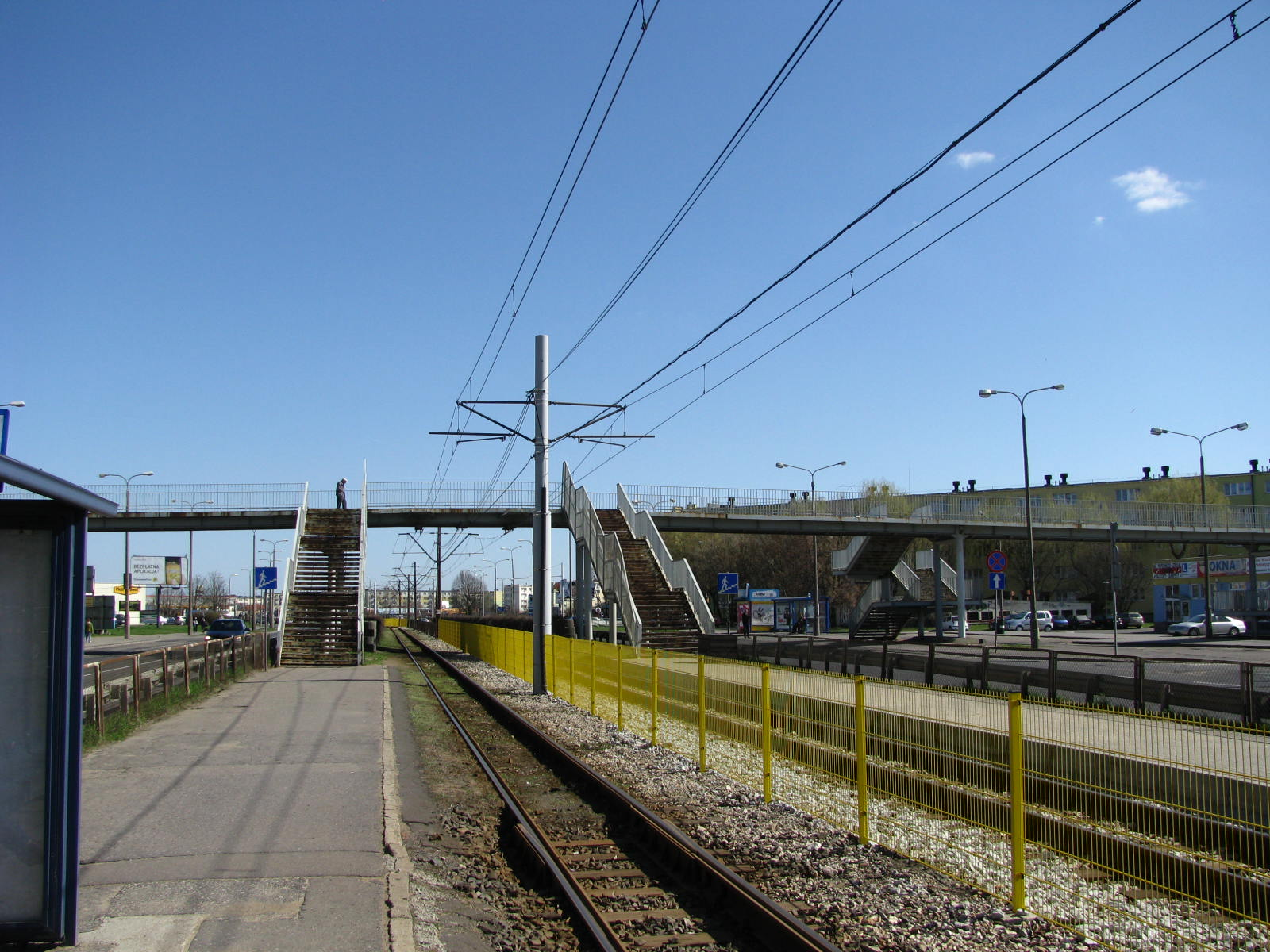
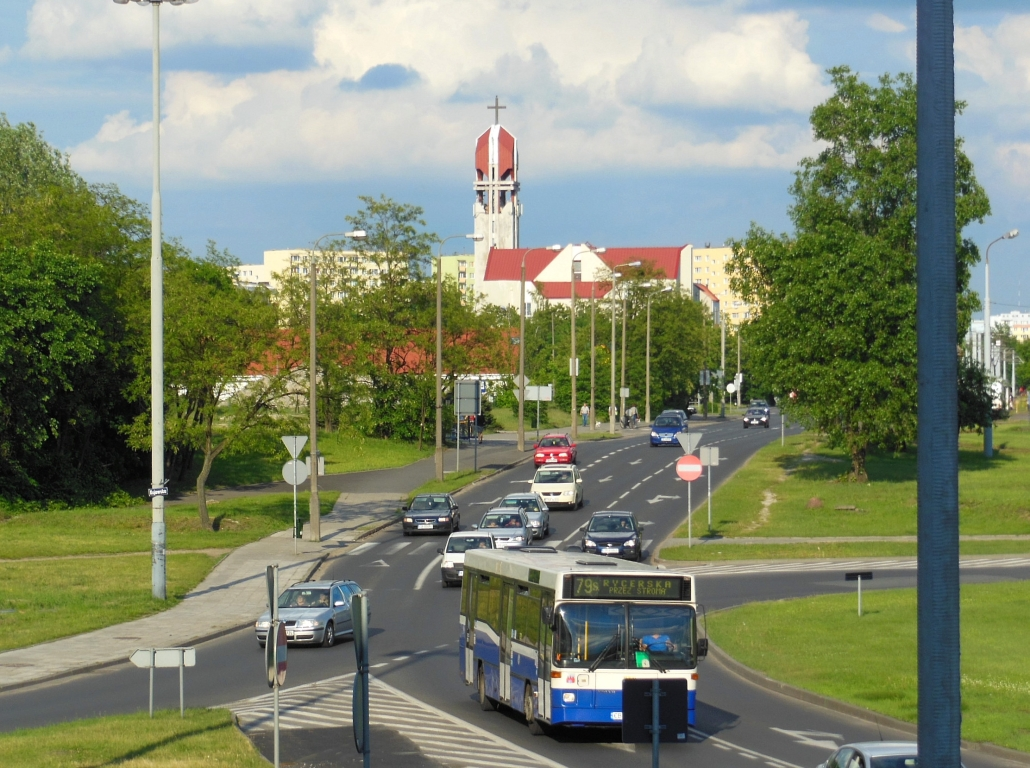
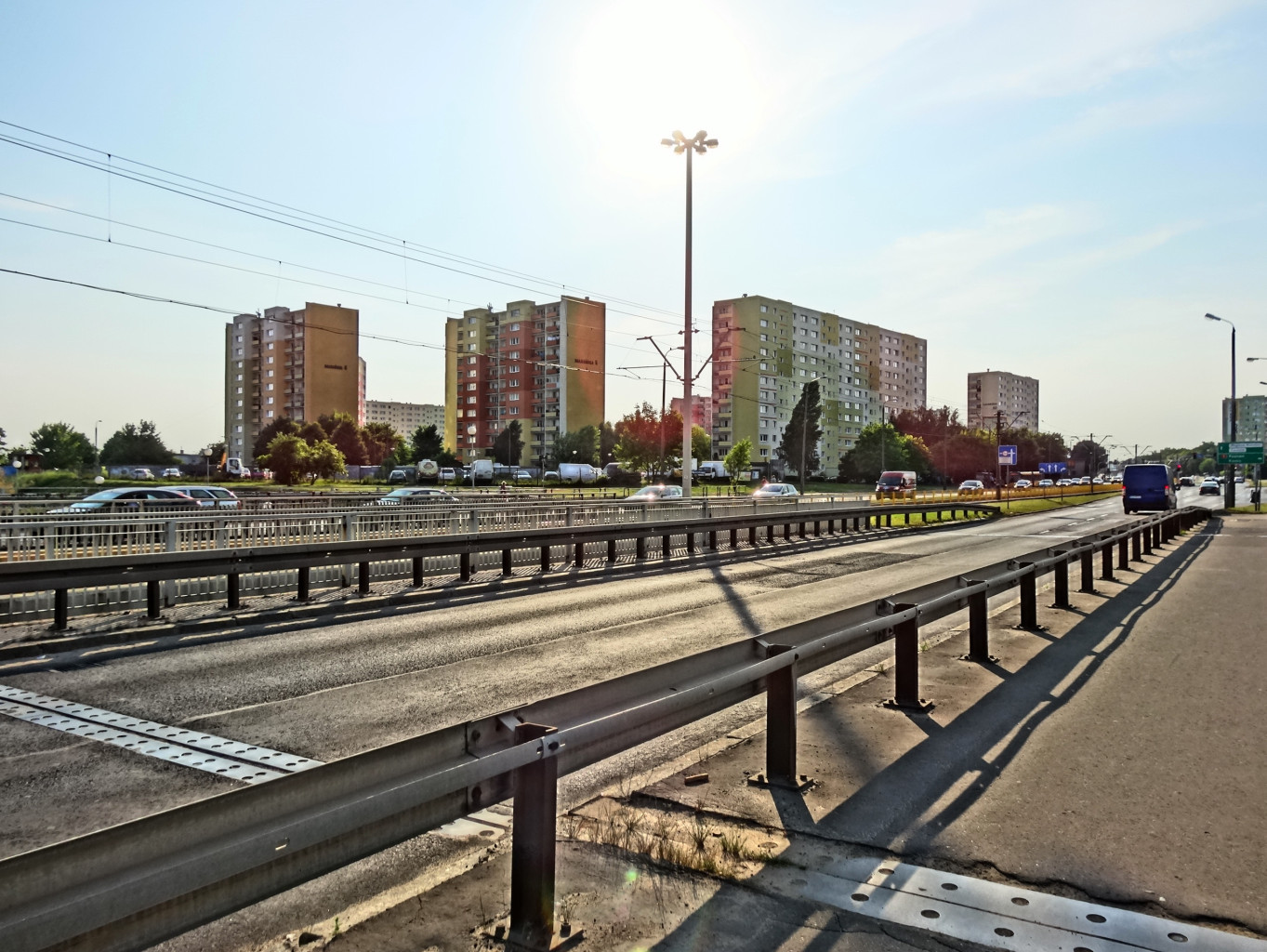
Na wiadukcie nad al. Jana Pawła II
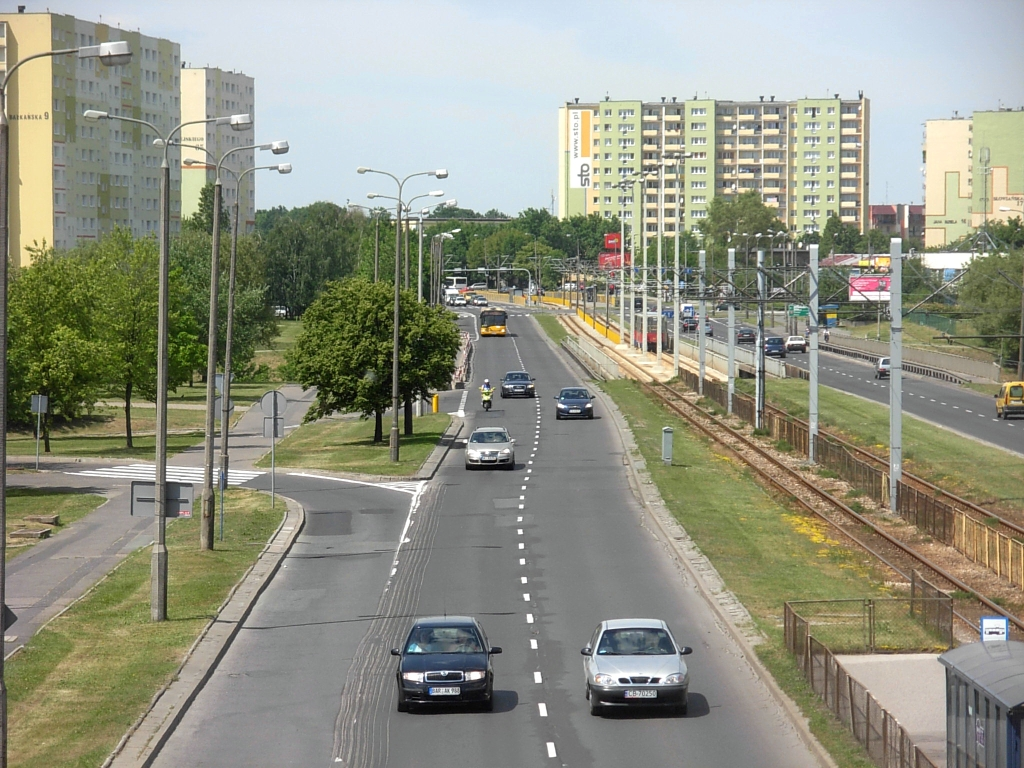
Ulica w kierunku os. Wzgórze Wolności
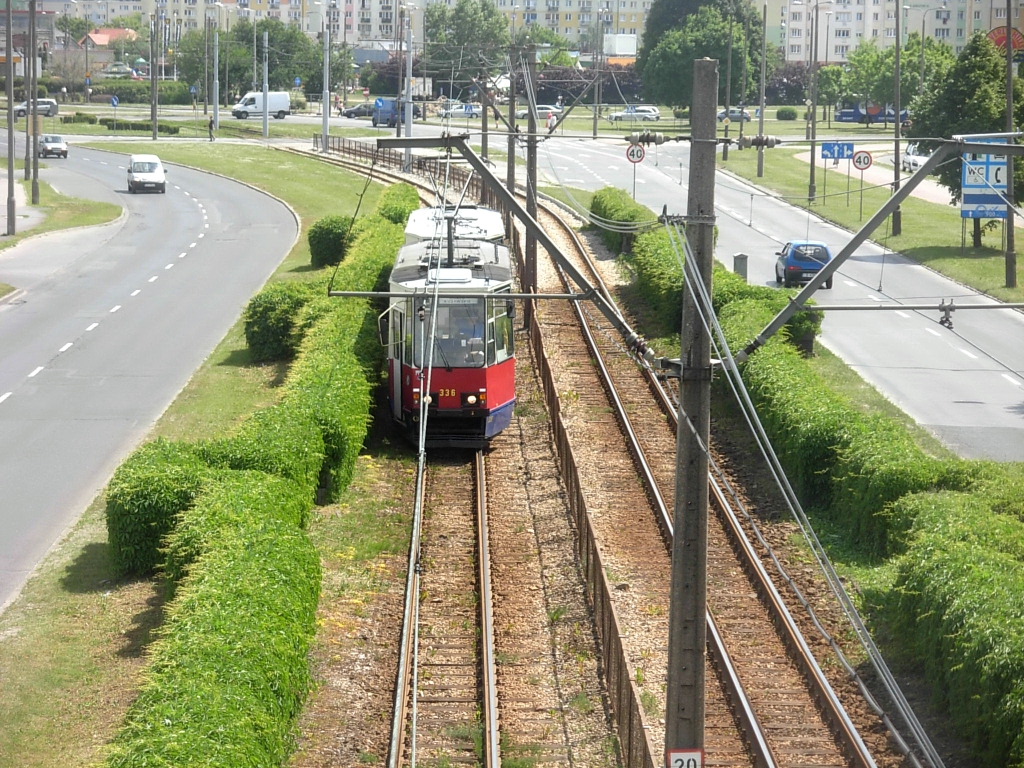
Tramwaj
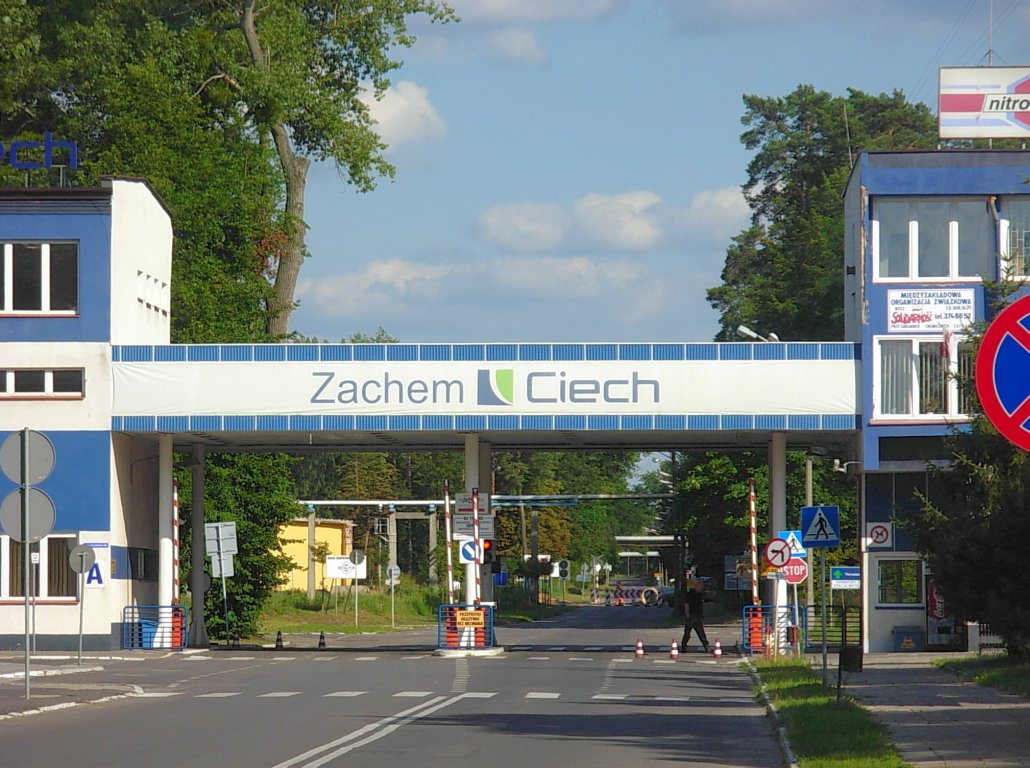
Dawna brama wjazdowa Zachemu na wschodnim krańcu al. WP